# 芒阿雷瓦岛

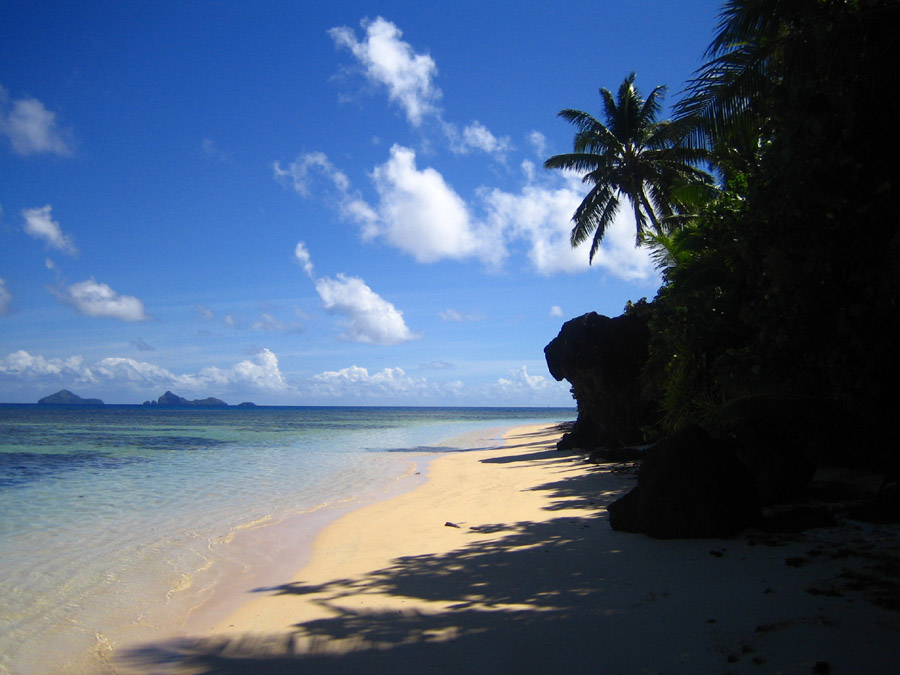

芒阿雷瓦島（Mangareva）是南太平洋法屬波利尼西亞的島嶼，屬於甘比爾群島的一部分，位於大溪地島東南約1,630公里，由甘比尔市镇管辖，長8公里、寬1.3公里，面積15.4平方公里，最高點海拔高度441米，2012年人口1,239。